# Lisztszagú pókhálósgomba
A lisztszagú pókhálósgomba (Cortinarius dionysae) a pókhálósgombafélék családjába tartozó, Európában és Észak-Amerikában honos, lombos erdőkben és fenyvesekben élő, nem ehető gombafaj. 

## Megjelenése

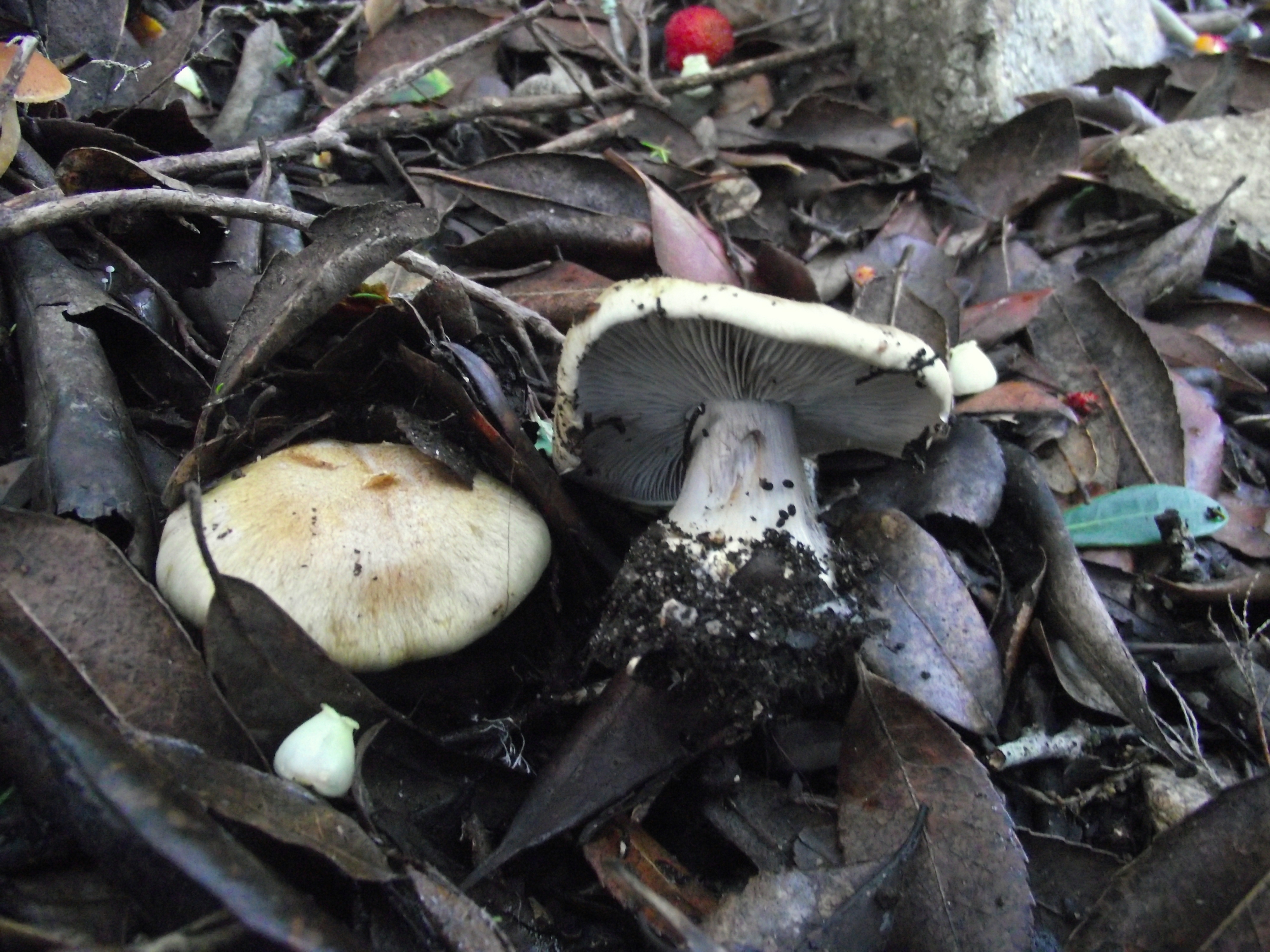

A lisztszagú pókhálósgomba kalapja 4-8 cm széles, kezdetben félgömb alakú, majd domborúan, idősen laposan kiterül. Felszíne sugarasan szálas, nedvesen nyálkás. Színe fiatalon szürkéskék, esetleg olív árnyalattal; kifejletten szürkésbarna vagy barna.  
Húsa fehéres, a tönkjében fiatalon lilás. Szaga és íze lisztes. Kálium-hidroxiddal barna, nátrium-hidroxiddal sárgás színreakciót ad. 
Sűrű lemezei felkanyarodva tönkhöz nőttek. Színük fiatalon szürkéskék, éretten rozsdabarna. A fiatal lemezeket védő pókhálószerű kortina fehéres vagy kékesszürkés.
Tönkje 4-8 cm magas és 1-1,5 cm vastag. Alakja hengeres, tövénél kiszélesedő, itt 3 cm vastag is lehet. Színe eleinte szürkéskék vagy szürkéslila, később fokozatosan kiszürkül. Felszínén kortinamaradványok lehetnek, amelyek a spóráktól barnásan elszíneződnek.
Spórapora halvány rozsdabarna. Spórája mandula formájú, durván szemölcsös, mérete 8,5-10,5 x 5-6 µm.

### Hasonló fajok
A szálaskalapú pókhálósgomba, a liláslemezű pókhálósgomba, az elegáns pókhálósgomba, a bíborlila pókhálósgomba hasonlít hozzá. A kékes pókhálósgombák között lisztszaga alapján jól felismerhető.

## Elterjedése és termőhelye
Európában és Észak-Amerikában honos. Magyarországon veszélyeztetett.
Meszes talajú lomberdőkben és fenyvesekben található meg. Augusztustól novemberig terem. 
Nem ehető. 